# Rules of Engagement, Vol. 2
Rules of Engagement, Vol. 2 ist ein Jazzalbum von Dominic Duval und Joe McPhee. Die am 31. Januar 2004 entstandenen Aufnahmen erschienen 2005 auf dem Label Drimala Records.

## Hintergrund
Rules of Engagement, Vol. 2 war bei seinem Erscheinen die erste Aufnahme dieses Duos seit rund fünf Jahren. 1998 hatten die beiden Musiker, die ansonsten mit dem Schlagzeuger Jay Rosen das Trio X bildeten, das Album The Dream Book aufgenommen. Vorausgegangen war auch das Duoalbum Rules of Engagement, Vol. 1, das Dominic Duval im Mai 2002 mit Mark Whitecage eingespielt hatte.
Im Mittelpunkt der CD steht ein Vier-Lieder-Zyklus. Die Tracks basieren auf dem grausamen Bombenanschlag auf die Kirche in Birmingham (Alabama), der im September 1963 vier jungen Mädchen das Leben kostete. Es beginnt mit „Sunday Improvisations 1“, dann geht es mit „Sunday Coda“ weiter zum Opus „Birmingham Sunday“. Im letzten Teil dieses Zyklus, „Sunday Improvisations 2“, erklärt McPhee seine ausgewählten Läufe für die Tracks. Nach dieser Hommage starten sie in eine Interpretation von „Amazing Grace“. Es folgt „While My Lady Sleeps“, eine Ballade von Bronislaw Kaper/Gus Kahn aus der Filmoperette The Chocolate Soldier von 1941, die in den folgenden Jahren u. a. auch Chuck Wayne, Phineas Newborn, John Coltrane und Chet Baker interpretiert wurde. Bronislaw Kapers Motiv aus „While My Lady Sleeps“ wurde zu einer von Coltranes Lieblingsmelodien.

## Titelliste
- Joe McPhee& Dominic Duval: Rules of Engagement, Vol. 2 (Drimala 434705)

1. Nexus 4:48
2. Sunday Improvisations 1 6:30
3. Sunday’s Coda 3:52
4. Birmingham Sunday 10:02
5. Monologue 0:50
6. Sunday Improvisations 2 7:32
7. Amazing Grace (Traditional) 3:16
8. While My Lady Sleeps (Bronisław Kaper, Gus Kahn) 7:58
9. Coming Forth 4:03
10. Solo Sax (J. McPhee) 4:07
11. Solo Bass (D. Duval) 4:29

Wenn nicht anders vermerkt, stammen die Kompositionen von Duval und McPhee.

## Rezeption
Nach Ansicht von Trevor MacLaren, der das Album in All About Jazz rezensierte, sei es, obwohl Duval und McPhee oft zusammen spielten, immer noch ein seltenes Vergnügen, eine gemeinsame Platte aus ihnen herauszuholen. Duval habe eine großartige Wahl für seine zweite Folge der Rules of Engagement-Reihe getroffen, indem er mit McPhee einen vertrauten Spieler wählte, der in seinem Stil arbeiten kann. Dennoch fehle der Platte die Schlagkraft von Rules of Engagement Vol. 1 mit Mark Whitecage; aber McPhee beweise sich erneut als einer der besten, wenn auch oft übersehenen, freien Spieler. So habe McPhee die Herangehensweise von Albert Ayler und John Coltrane übernommen, die ihm in der Vergangenheit gute Dienste geleistet habe. Doch fehle dem Album einfach die zusammenhängende Tiefe, für die diese Spieler bekannt sind, was angesichts ihres Rufs und Potenzials wirklich schade sei.